# Schöner Brunnen (Nürnberg)

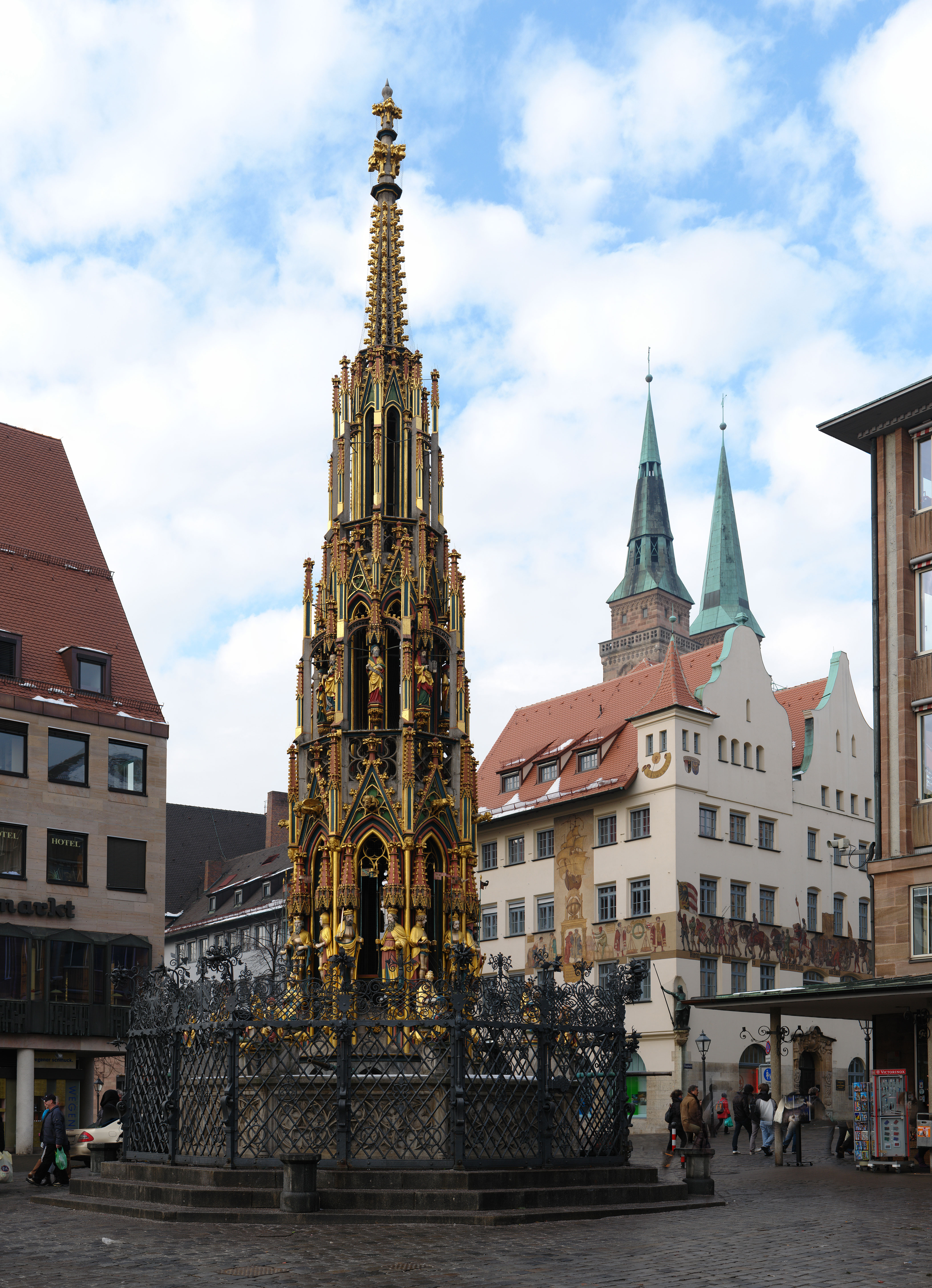
Der Schöne Brunnen, rechts die Türme der Sebalduskirche, 2009

Der Schöne Brunnen gehört als eine der Sehenswürdigkeiten der Stadt Nürnberg zur Historischen Meile Nürnbergs. 1396 erbaut, steht er am Rand des Hauptmarkts neben dem Nürnberger Rathaus. Der Schöne Brunnen ist rund 19 Meter hoch und hat die Form einer fialengeschmückten gotischen Kirchturmspitze.

## Geschichte

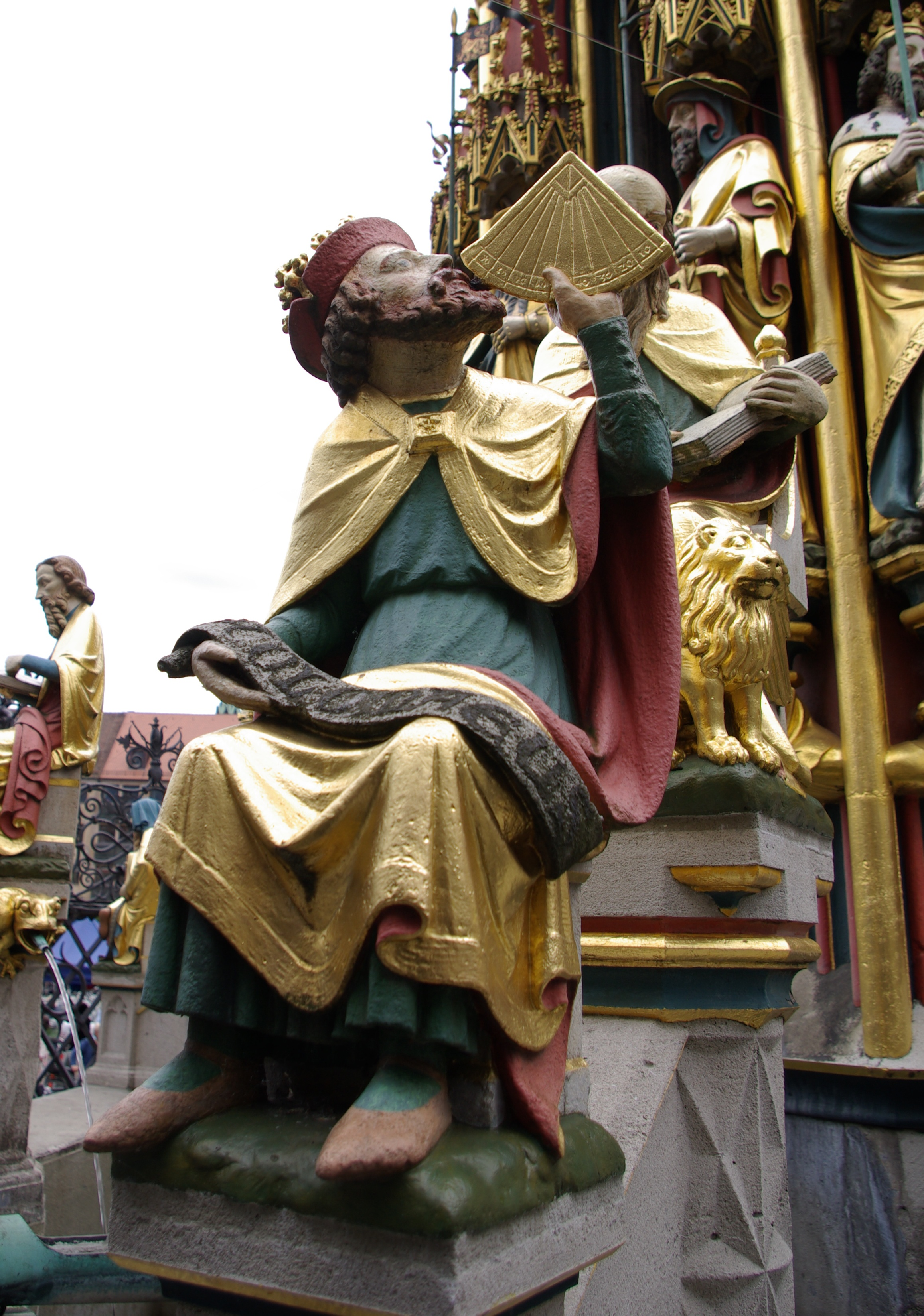
Skulptur des Ptolemäus als Symbol für die Astronomie, 2010

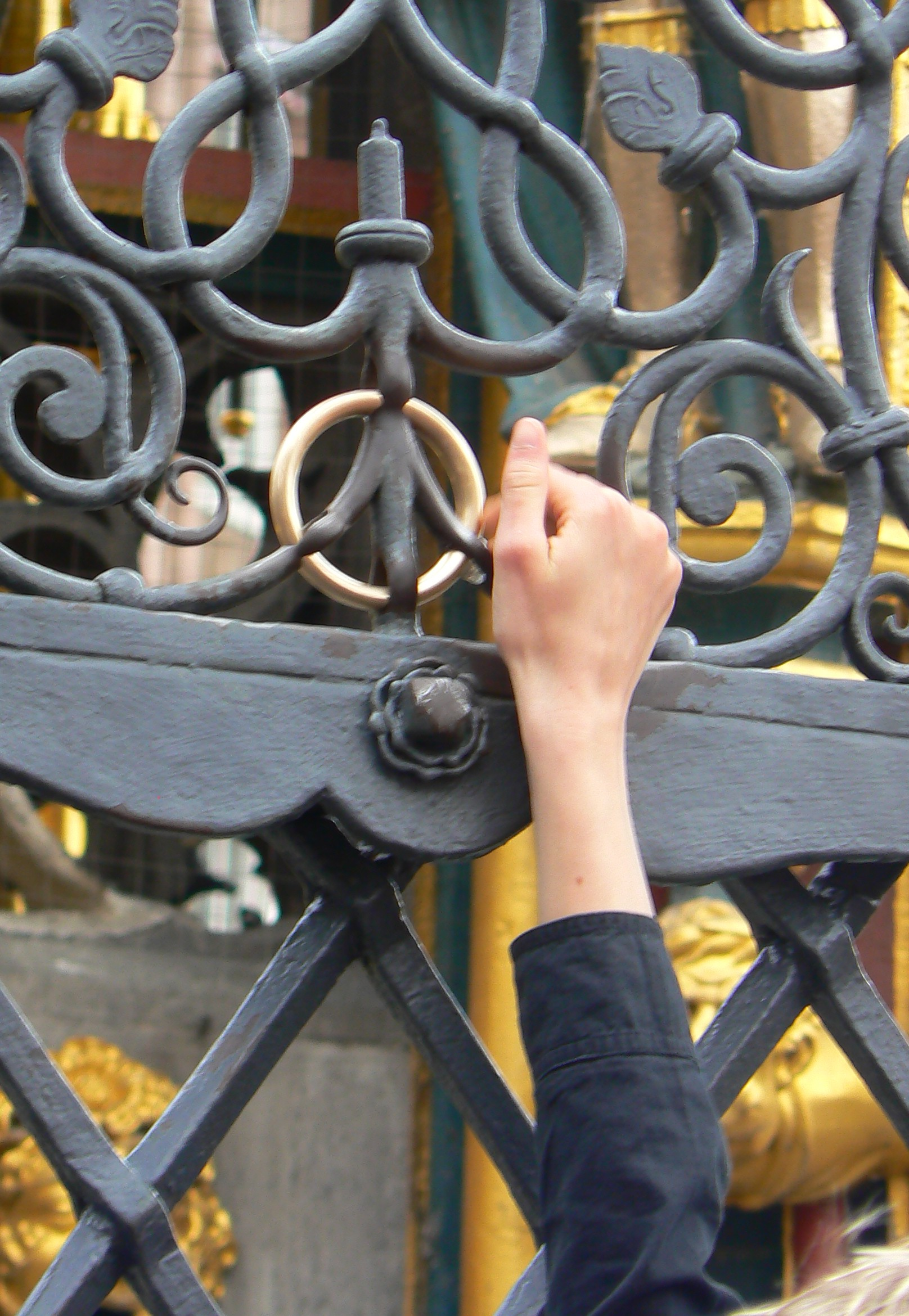
Messingring, 2007

Der Schöne Brunnen wurde 1385 bis 1396 von Heinrich Beheim erbaut; „nach Andern (Quellen) von den Gebrüdern Georg und Fritz Rupprecht in Gemeinschaft mit Sebald Schonhofer errichtet.“
Im Laufe der Geschichte wurde der Brunnen mehrmals restauriert (erstmals 1822–24 durch den Bildhauer Jacob Daniel Burgschmiet) und wieder aufgebaut. Die erste vollständige Kopie des Brunnens (ebenfalls aus Sandstein) datiert von 1835 und 1839. Heute ist am Hauptmarkt eine 1903 angefertigte Kopie aus Muschelkalk in farbenfroher Bemalung zu sehen; in dieser Zeit wurde auch die Stufenplattform um einen Stufenkranz errichtet; die erhaltenen Reste des steinernen Originals befinden sich im Germanischen Nationalmuseum (1899–1903 unter Heinrich Walraff restauriert, erbaute man ihn in heutiger Form 1912 neu nach dem verwitterten gotischen Original). Von 1902 bis zu dessen von der NS-Stadtverwaltung verfügten Abbau 1934 hatte der Schöne Brunnen mit dem barocken Neptunbrunnen einen spannungsreichen architektonisch-städtebaulichen Kontrapunkt.
Im Zweiten Weltkrieg war der Schöne Brunnen in einen Betonmantel gehüllt und überstand die Luftangriffe auf Nürnberg dadurch unversehrt.
Zur Fußball-Weltmeisterschaft 2006 wurde der Brunnen von dem Künstler Olaf Metzel mit einer Skulptur aus getürmten Stadionsitzen umhüllt. Beim Aufbau des Kunstwerks mit dem Titel Auf Wiedersehen kam es zu teils erbitterten Streitigkeiten zwischen Befürwortern und Gegnern.

## Legenden
Der Mythos des Messingrings, der nahtlos in das eiserne Gitter eingeschmiedet ist, hat auch eine Sage. Er soll so hineingekommen sein:
Der Meister Kuhn, der das Gitter um den Brunnen gebaut hat, hatte eine Tochter namens Margret, die von seinem Lehrling umworben wurde. Da er aber sein Kind nicht einem armen Burschen geben wollte, verbot er diese Werbung und warf ihn hinaus. Es soll so etwas gesagt haben wie: „Daraus wird ein für allem nichts! So wenig wird etwas daraus, wie du es fertig bringst, dass die Ringe am Brunnengitter sich drehen können!“ Der Meister ging daraufhin auf Reisen und der Lehrling wollte beweisen, dass er etwas konnte und stellte den Ring heimlich her. Dann schnitt er ihn auf, fügte ihn ins Gitter ein, lötete, hämmerte und feilte so lange, bis man keine Nahtstelle mehr sehen konnte. Dann verließ er die Stadt und kam nie zurück. Als der Meister nun wieder nach Hause kam, sah er ein, dass er zu streng gewesen war. Er bedauerte den Rauswurf und hätte den geschickten Lehrbuben gerne wiedergehabt und ihm auch seine Tochter gegeben, aber es war zu spät und die Margret weinte sich die Augen aus. Einer der Ringe gilt als Glücksbringer, einer Sage nach wird mit Kindersegen bedacht, wer daran dreht. Meist wird der Messingring für den Glücksbringer gehalten, aber viele Nürnberger glauben, der schwarze Eisenring sei der „echte Ring“ und damit der Glücksbringer.
Einer weiteren Legende nach sei die Skulptur des Brunnens tatsächlich als Spitze des Turms der Frauenkirche (ebenfalls am Hauptmarkt) in Auftrag gegeben worden, dies sei jedoch mangels Hebemöglichkeit verworfen worden. Die Frauenkirche wurde allerdings bereits 1358 geweiht. Die Legende konnte sich offenbar auch deshalb verbreiten, weil Beheim vor dem Bau des Brunnens tatsächlich einen Teil der Vorhalle in der Frauenkirche gestaltet hatte und auch die zeichnerischen Entwürfe für die Ausstattung der Frauenkirche gedacht waren.

## Beschreibung

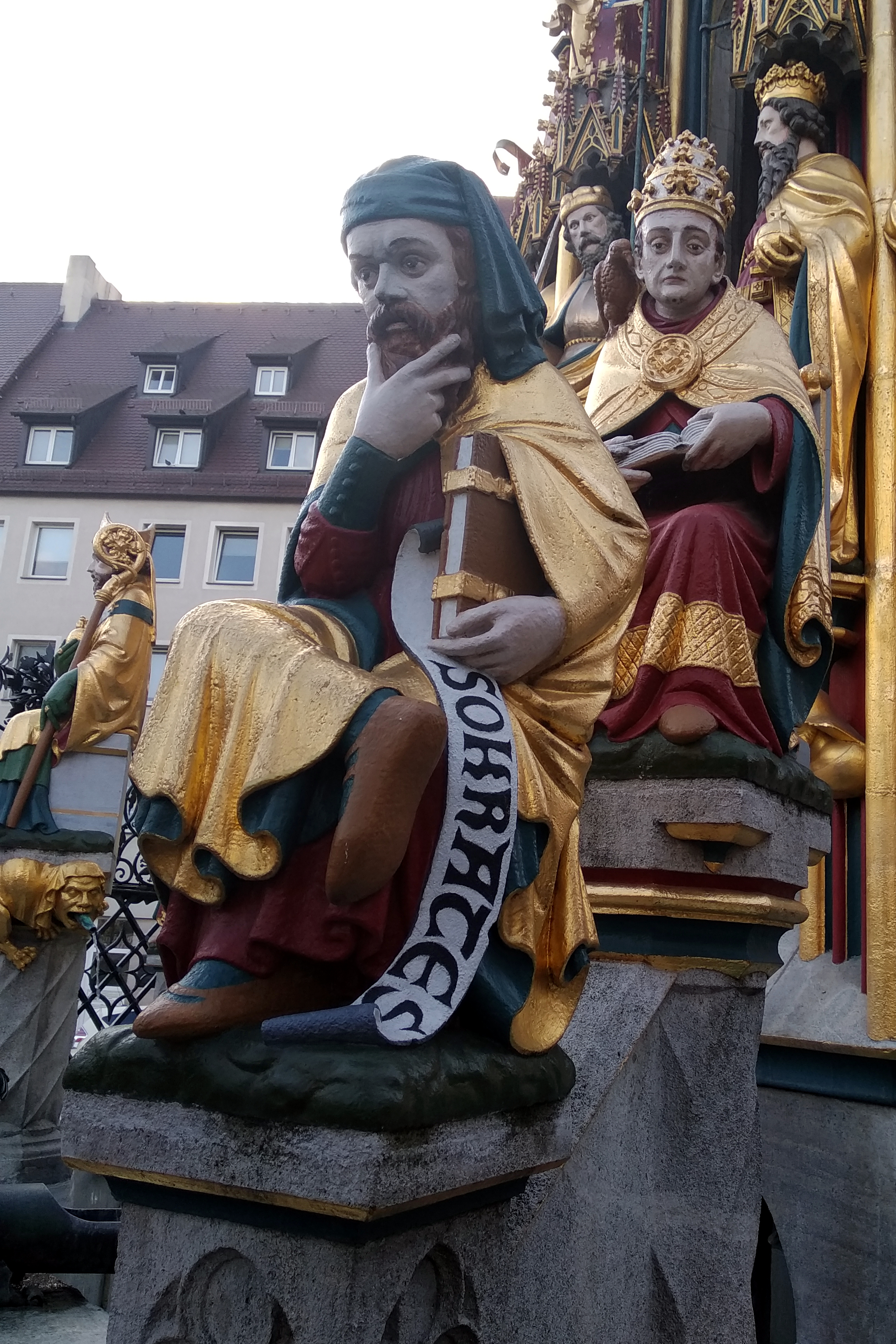
Figur des Sokrates, hinter ihm Papst Gregor der Große sowie (v. l.) Augustinus, der Kurfürst von Sachsen und Karl der Große.

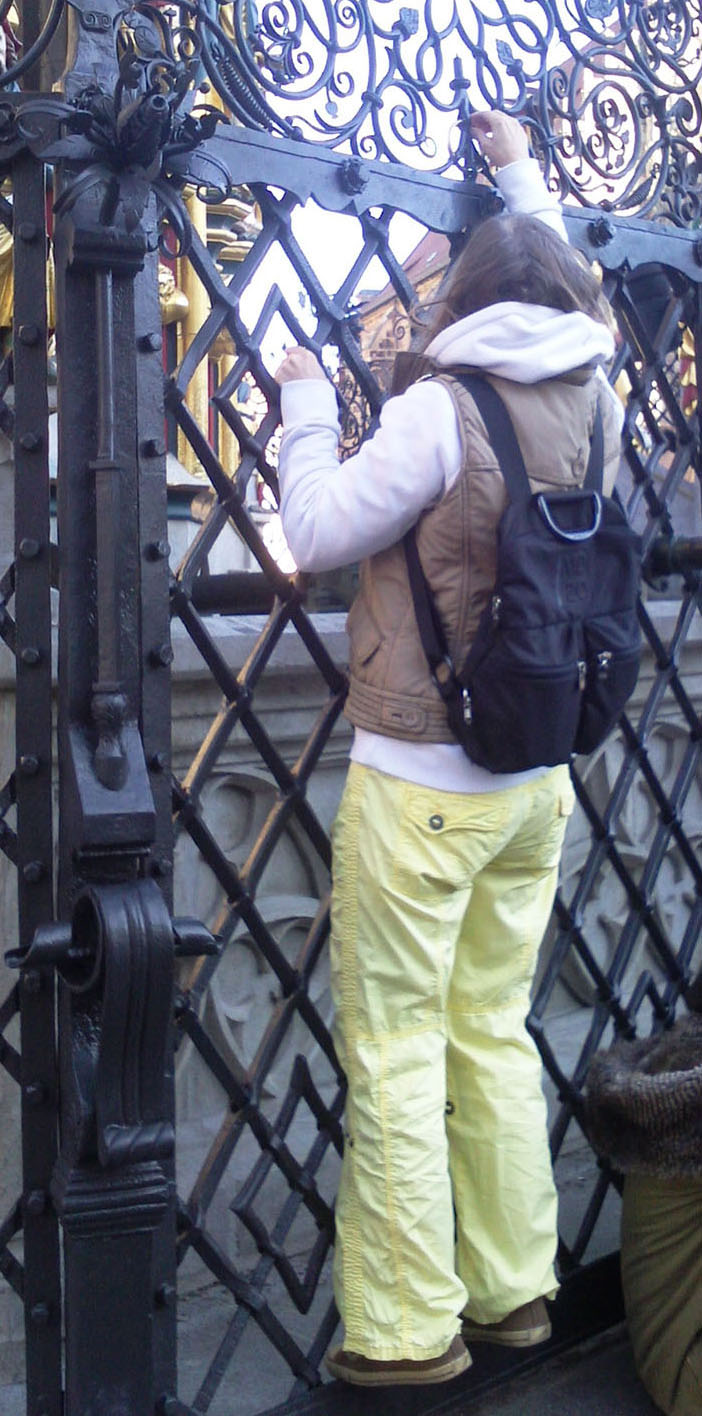
Beliebt: Drehen der Ringe

Die vierzig farbig bemalten Figuren des Brunnens stellen in vier Stockwerken das Weltbild des Heiligen Römischen Reiches dar. Von unten sind dies:
Philosophie und die Sieben Freien Künste, die vier Evangelisten und die vier Kirchenväter, die sieben Kurfürsten und die Neun Guten Helden, Moses und sieben Propheten. Die Wasserspeier symbolisieren die sieben Laster sowie den Glücksbringer Adebar.
Bekannt sind die drehbaren Ringe in zwei der acht Gitter (1587 vom Augsburger Kunstschlosser Paulus Kuhn geschmiedet), die den Brunnen umzäunen. Wann der ursprüngliche aus Messing angebracht wurde, ist nicht bekannt. Tatsache ist, dass der Messingring mindestens fünfmal erneuert wurde (1824, 1903, 1949, 1950 und 1957), während der zweite – der eiserne auf der nordöstlichen Seite – im Jahr 1902 eingefügt wurde und seitdem unverändert der ältere ist. Original sind noch die zahlreichen anderen Ringe im Gitter, die zwar nicht drehbar sind, jedoch noch von Kuhn selbst stammen. Nur unter scharfem Protest durch Bürger und Künstler konnte das Gitter gerettet werden, nachdem Nürnberg 1811 an das Königreich Bayern kam.

## Schönbrunnleitung
Zur Wasserversorgung des Brunnens wurde um 1388, nach Ratsschreiber und Chronist Johannes M. Müllner (* 1565) im Jahr 1362, die Schönbrunnleitung angelegt. Sie wurde von zwei Quellen in Gleißhammer, südlich der heutigen Bahnlinie, gespeist und verlief über die Tullnau, kreuzte in St. Peter die Schütt-, Spital- und Waschwasserleitung und erreichte am südlichen Zwingerturm beim Einfluss der Pegnitz die Stadt. Sie kreuzte an der Insel Schütt und dem Wildbad an der Spitalbrücke die Pegnitz und erreichte über Spitalgasse und Plobenhofstraße den Hauptmarkt. Die Leitung war ursprünglich aus Holz, wurde später teilweise durch Blei ersetzt und war als eine der ältesten Nutzwasserleitungen in Nürnberg bis ins 20. Jahrhundert in Gebrauch.

## Historische Abbildungen

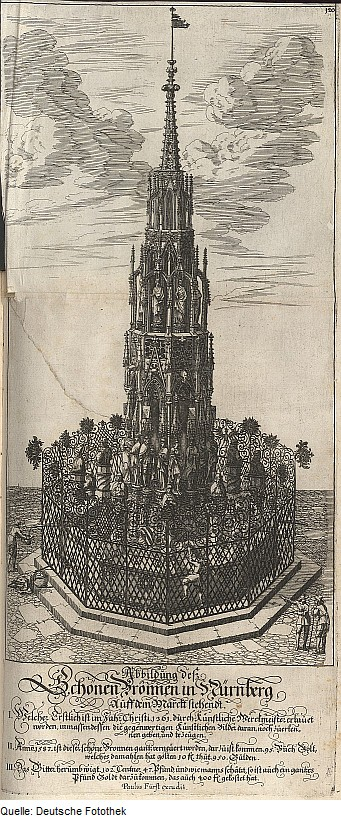
Kupferstich in Architectura Curiosa Nova, 1664
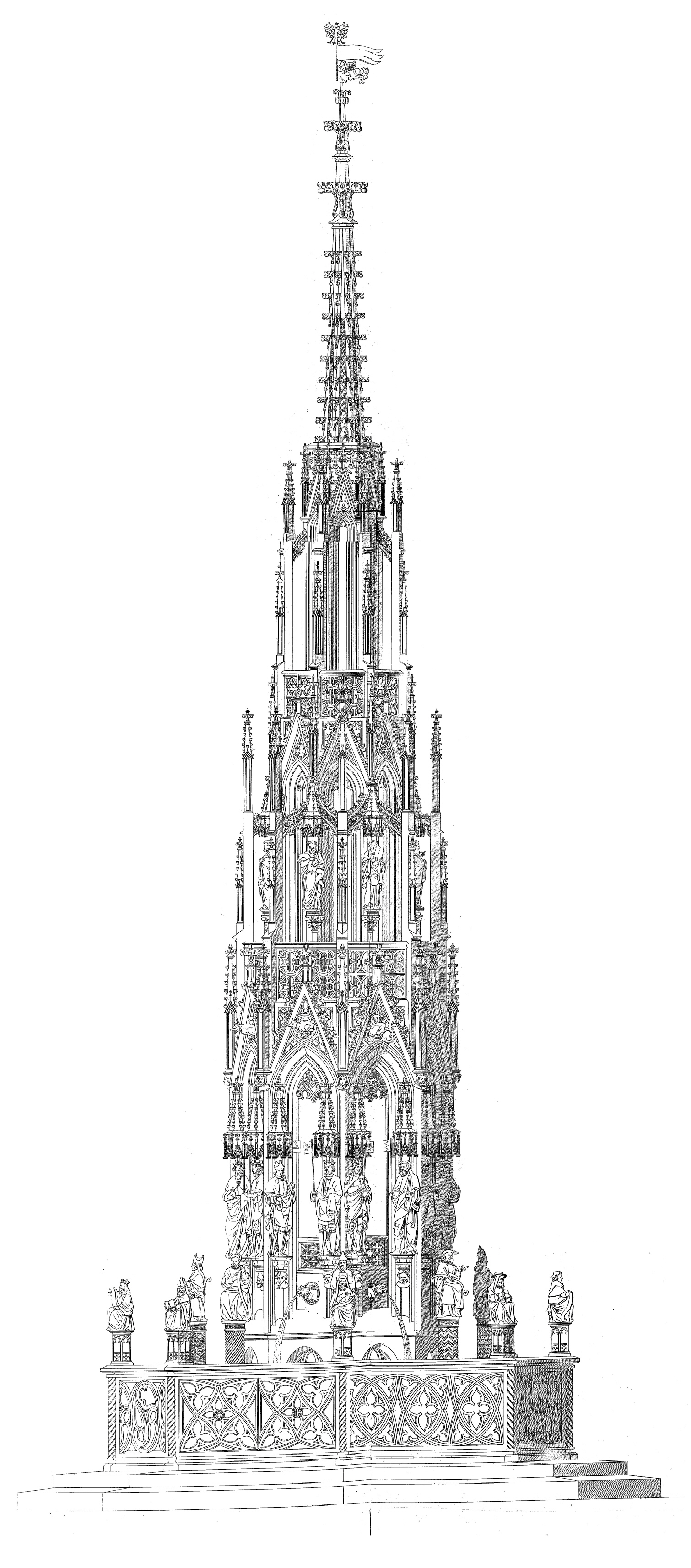
Nach einer Zeichnung von Carl Alexander Heideloff, 1854
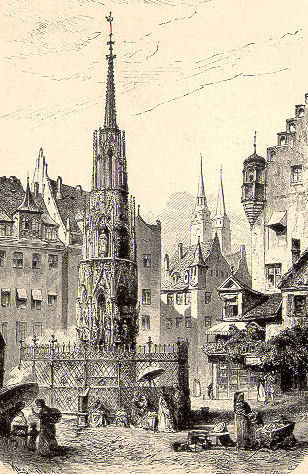
Holzstich in Pierers Universal-Lexikon, Ausgabe von 1891
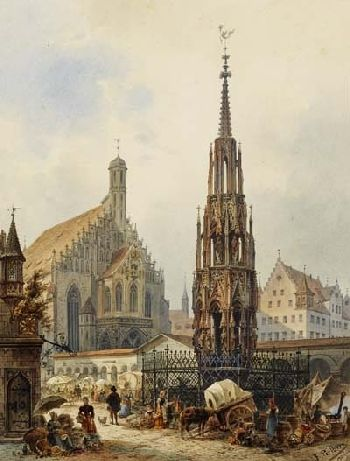
Aquarell von Friedrich Perlberg (1848 bis 1921), vor 1921
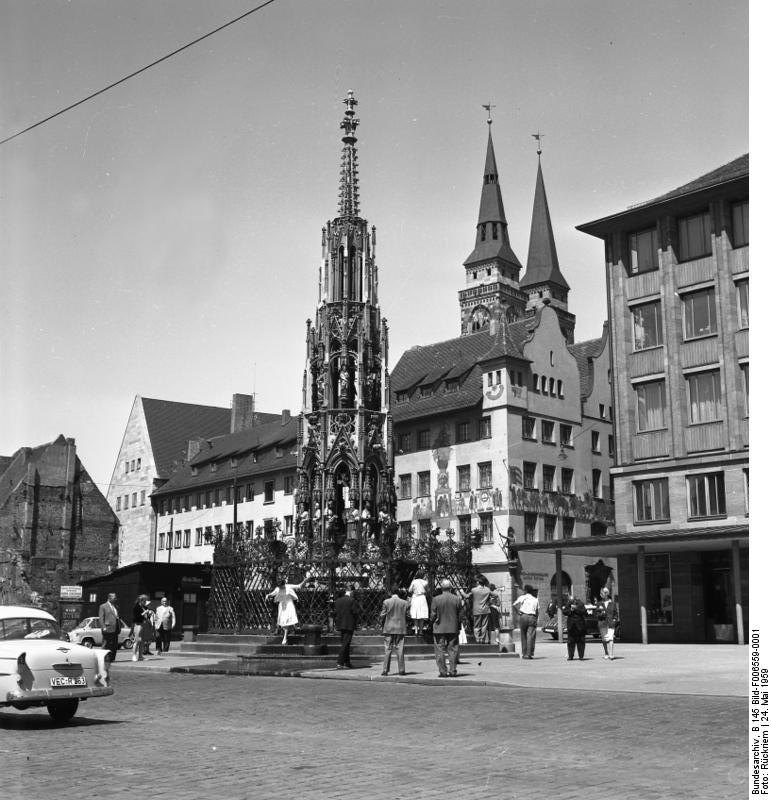
Fotografie, 1959